# Lindre-Haute
Lindre-Haute település Franciaországban, Moselle megyében. Lakosainak száma 49 fő (2022. január 1.). Lindre-Haute Dieuze, Lindre-Basse, Vergaville és Zommange községekkel határos.

## Népesség
A település népességének változása:
| Lakosok száma | 83   | 66   | 66   | 61   | 44   | 44   | 50   | 53   | 54   | 49   |
|               | 1968 | 1982 | 1990 | 2006 | 2013 | 2015 | 2017 | 2019 | 2020 | 2022 |